# NGC 7025
NGC 7025 is een spiraalvormig sterrenstelsel in het sterrenbeeld Dolfijn. Het hemelobject werd op 17 september 1863 ontdekt door de Duitse astronoom Albert Marth.

## Harrington's STAR 27 / French 1
In de (schijnbare) nabijheid van dit stelsel is het telescopisch asterisme Harrington's STAR 27 / French 1 te vinden, dat, omwille van de merkwaardige paddestoel achtige vorm ervan, de bijnamen Toadstool, Le Champignon, en Dolphin's diamonds heeft gekregen.

## Synoniemen
- UGC 11681
- MCG 3-54-1
- ZWG 449.3
- KARA 897
- IRAS 21054+1607
- PGC 66151